# Джеймс Гартл
Джеймс Гартл (англ. James Burkett Hartle; 20 серпня 1939, Балтимор, Меріленд — 17 травня 2023) — американський фізик. Член Національної АН США (1991) і Американського філософського товариства (2016), емерит-професор Каліфорнійського університету в Санта-Барбарі і співробітник Santa Fe Institute. Лауреат премії Ейнштейна від Американського фізичного товариства (2009) за свою роботу в області гравітаційної фізики.

## Життєпис
Закінчив Принстонський університет (бакалавр, 1960). Ступінь доктора філософії отримав в Каліфорнійському технологічному інституті в 1964 році — під керівництвом Маррі Гелл-Манна, згодом нобелівського лауреата. Працював в Інституті перспективних досліджень, Принстонському і Чиказькому університетах. Засновник і в 1995—1997 роках директор Kavli Institute for Theoretical Physics. Нині дослідний професор і емерит-професор фізики Каліфорнійського університету в Санта-Барбарі і співробітник Інституту Санта-Фе. Співпрацював зі Стівеном Хокінгом.